# Leroy Dixon
Leroy Dixon (South Bend, 20 juni 1983) is een Amerikaanse sprinter, die is gespecialiseerd in de 100 m. Hij werd wereldkampioen op de 4 x 100 m estafette.

## Loopbaan
Zijn beste prestatie leverde Leroy Dixon in 2007 door op het WK in Osaka een gouden medaille te winnen op de 4 x 100 m estafette. Met zijn team bestaande uit Darvis Patton, Wallace Spearmon, Tyson Gay liep hij als slotloper naar een beste wereldjaarprestatie van 37,78 s.  Het Amerikaanse viertal werd hiermee wereldkampioen en versloeg de estafetteteams uit Jamaica (zilver; 37,89) en Groot-Brittannië (brons; 37,90). Bij de Amerikaanse kampioenschappen in Indianapolis dat jaar verbeterde hij zijn persoonlijk record op de 100 m naar 10,07.
Op de WK indoor van 2008 in het Spaanse Valencia sneuvelde hij in de halve finale op de 60 m met een tijd van 6,75. Dat jaar scherpte hij zijn PR op de 100 m verder aan tot 10,02.

## Titels
- Wereldkampioen 4 x 100 m - 2007

## Persoonlijke records
Outdoor
| Onderdeel | Prestatie | Datum        | Plaats       |
| --------- | --------- | ------------ | ------------ |
| 100 m     | 10,02 s   | 28 juni 2008 | Eugene       |
| 200 m     | 20,44 s   | 25 juni 2006 | Indianapolis |

Indoor
| Onderdeel | Prestatie | Datum            | Plaats       |
| --------- | --------- | ---------------- | ------------ |
| 60 m      | 6,56 s    | 24 februari 2008 | Boston       |
| 200 m     | 21,26 s   | 11 februari 2006 | Fayetteville |

## Palmares

### 100 m
- 2011: 10e Adidas Grand Prix - 10,56 s

### 200 m
- 2011: 8e Prefontaine Classic - 20,79 s

### 4 x 100 m estafette
- 2007:  WK - 37,78 s